# Женская сборная Макао по волейболу
Женская сборная Макао по волейболу (кит. 澳門國家女子排球隊, порт. Seleção Macau de Voleibol Feminino) — представляет специальный административный район Китая Макао на международных волейбольных соревнованиях. Управляющей организацией выступает Китайская волейбольная ассоциация Макао (кит. 中國澳門排球總會).

## История
Любительская ассоциация волейбола Макао образована в 1944 году. С 1986 — член Международной федерации волейбола (ФИВБ). В 1999 был восстановлен суверенитет Китая над Макао, но спорт, в том числе волейбол, в этом бывшем португальском владении продолжил самостоятельное существование и волейбольная ассоциация территории, получившая нынешнее название, сохранила членство в ФИВБ.
В сентябре 1987 года в китайском Шанхае женская волейбольная сборная Макао впервые вышла на международную официальную арену, приняв участие в чемпионате Азии. Выступление дебютанток оказалось неудачным — 5 поражений в 5 матчах и последнее 11-е место. Через два года волейболистки Макао вновь участвовали в очередном азиатском первенстве, проходившем в Гонконге, но опять не смогли одержать ни одной победы в 5 играх, замкнув итоговую таблицу первенства. После этого в континентальные соревнования сборная Макао больше не заявлялась.
В 2006 году в Макао прошли первые Лузофонские игры, в которых принимали участие спортивные делегации португалоязычных стран и территорий. За прошедшие годы состоялось три таких мультиспортивных соревнования — в 2006, 2009 и 2014 — и в женских волейбольных турнирах Игр сборная Макао неизменно становилась серебряным призёром, хотя в каждом из этих турниров участвовало всего лишь по три команды.          

## Результаты выступлений

### Чемпионат Азии
Сборная Макао приняла участие только в двух чемпионатах Азии.
- 1987 — 11-е место
- 1989 — 10-е место

### Азиатский Кубок вызова
- 2023 — 11-е место

### Лузофонские игры
- 2-е место — 2006, 2009, 2014.

### Чемпионат Восточной Азии
- 5-е место — 2006.
- 6-е место — 1998, 2008, 2010, 2012, 2014.
- 7-е место — 2002.
- 8-е место — 2016, 2018, 2024.
- не участвовала — 2000, 2004.

## Состав
Сборная Макао в чемпионате Восточной Азии 2024
| №  | Имя, фамилия   | Год рождения | Рост | Амплуа      | Клуб                        |
| -- | -------------- | ------------ | ---- | ----------- | --------------------------- |
| 1  | Чхинь Чхо Вэн  | 1996         | 164  | нападающая  | «Хон Нам»                   |
| 3  | Лён Чхи Янь    | 1989         | 171  | нападающая  | Макао                       |
| 4  | Чхань Пуй У    |              | 157  | связующая   | Макао                       |
| 5  | Вон Чхи Мань   | 1999         | 168  | нападающая  | Макао                       |
| 9  | Нг Нга Тат     |              | 174  | центральная | Макао                       |
| 11 | Лён Онь Лэн    | 1996         | 172  | нападающая  | Макао                       |
| 12 | Чхао Кха Мань  | 1997         | 166  | нападающая  | «Лэн Фун»                   |
| 13 | Лау Вэн Сам    | 1998         | 172  | нападающая  | Макао                       |
| 15 | Трисия Ли Чхуа | 2000         | 175  | центральная | «Лэн Фун»                   |
| 16 | Никола Лам     | 2006         | 168  | нападающая  | «Эшкола Секундария Пхуэй С» |
| 17 | Лэй И Кхэй     | 2009         | 161  | центральная | «Хон Нам»                   |
| 19 | Чхён Вэн Лам   | 2001         | 159  | либеро      | Макао                       |
| 20 | Чхон Янь Инь   | 1999         | 161  | связующая   | Макао                       |
| 21 | Чхань Мэй Лэн  | 1996         | 162  | нападающая  | Макао                       |

- Главный тренер — Чхён Ка Чхон.
- Тренер — Ён И Кхит, Чхань Хой Кхэй.